# Giulio Croma

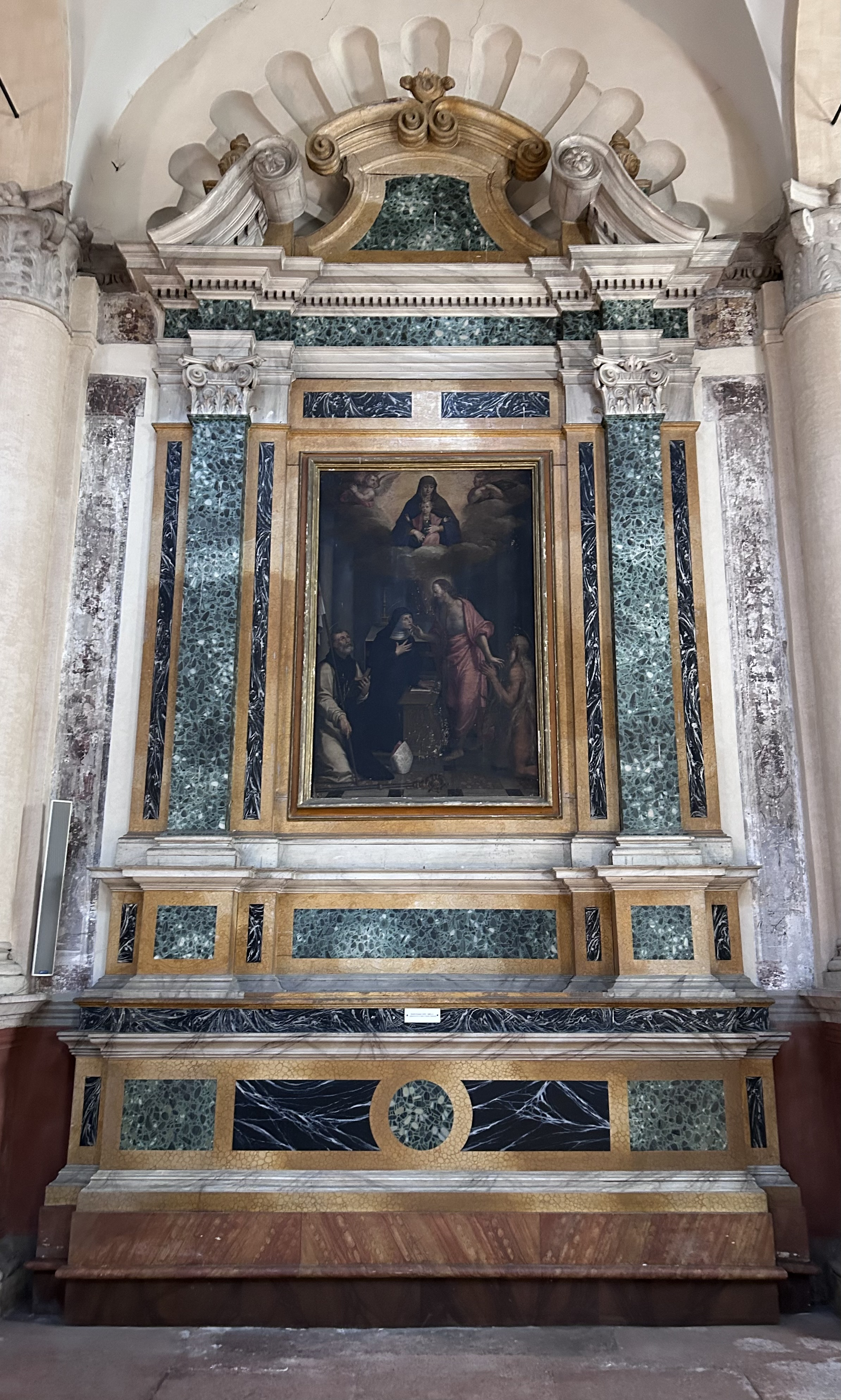
Apparition du Christ à sainte Gertrude avec les saints Ubald et Onfroi, Basilique Santa Maria in Vado de Ferrare.

Giulio Croma (ou encore Giulio Cromer), né avant l'an 1570 à Ferrare (Émilie-Romagne), mort en 1632, est un peintre italien baroque de l'école de Ferrare actif à la fin du XVIe et au début du XVIIe siècle.

## Biographie
Giulio Croma était un peintre italien renommé de la période baroque, actif principalement à Ferrare.
Il a été formé avec Domenico Mona. Avec Jacopo Bambini, il a contribué à la mise en place de l'académie de peinture à Ferrare.

## Sources
- The History of Painting in Italy De Luigi Lanzi, Luigi Antonio Lanzi, Thomas Roscoe Vol III,Londres,1847